# 플로리안 루카스
플로리안 루카스(Florian Lukas, 1973년 3월 16일 ~ )는 독일의 배우이다.

## 출연 작품
- 솔저 발터 - 폴 자카리아스 역